# Броніслав Віктор
Бронісла́в Ві́ктор (пол. Bronisław Wiktor, 21 липня 1886, с. Марківці, нині Сяніцького повіту — 15 вересня 1961, Вроцлав) — польський архітектор, художник, педагог.

## Біографія
Народився 21 липня 1886 в селі Марківцях Сяніцького повіту. Закінчив початкову школу у Фельштині (нині Скелівка), гуманітарну гімназію — у Самборі (1905). Навчався на факультеті архітектури Львівської політехніки. 1916 року, після кількарічної практики в приватних архітектурних бюро, отримав диплом. Паралельно з навчанням у Політехніці відвідував приватну художню школу Станіслава Батовського-Качора. 1913 року експонував акварельні архітектурні студії на VI щорічній виставці Союзу студентів арітектури у Львові.
1917 року став членом Політехнічного товариства у Львові.
Працював у Галицькому намісництві, де 1917 року обійняв посаду ад'юнкта, 1919 — комісара, а 1920 — старшого комісара будівництва (останні роки це була Воєводська окружна дирекція). 26 жовтня 1925 року обраний членом правління Кола архітекторів, яке діяло в рамках Політехнічного товариства. 26 листопада 1926 і 4 листопада 1927 року обирався президентом Кола, а також членом Сталої делегації архітекторів польських у Варшаві. У 1920—1945 роках викладав у львівській Промисловій школі. У львівський період виконав ряд проєктів будівництва та перебудови житлових, громадських та сакральних споруд у стилістиці пізнього модерну, зокрема ар деко. Використовував стилізовані форми бароко і рококо. Від імені Кола архітекторів 1926 року був членом журі конкурсу проєктів санаторію в Криниці-Здруй. 1930 року входив до складу журі конкурсу на проєкт пам'ятника Каролю Скібінському на Личаківському цвинтарі у Львові.
Від 1946 року проживав у Вроцлаві. Асистент, а пізніше — ад'юнкт на кафедрі рисунку факультету архітектури Вроцлавської політехніки. Викладав живопис, рисунок, композицію, художні шрифти. Нагороджений бронзовою медаллю за педагогічну роботу (1938), Воєводською мистецькою нагородою Дольного Шльонська (1952). Член Товариства польських архітекторів. У післявоєнний період взяв участь у 40 виставках скульптури у різних містах Польщі. Помер 15 вересня 1961 у Вроцлаві. Похований там же на цвинтарі святого Вавжинця (Лаврентія).

## Роботи
Власні проєкти
- Навчальні проєкти зали народних зборів та торгового дому (для ділянки на площі Ринок, 32), виконані під керівництвом Адольфа Шишко-Богуша 1913 року на Кафедрі сучасної архітектури Львівської політехніки[10].
- Павільйони Східних торгів у Львові. Колектив інженерів та архітекторів разом із Броніславом Віктором обраний 1922 року на конкурсній основі.
- Ратуша в Жовкві.
- Проєкт і керівництво будовою костелу в Чемеринцях Львівської області (проєкт 1924 року).
- Проєкт і керівництво будовою костелу у Вовкові Пустомитівського району (проєкт 1924 року). Скульптури Ю. Міколайського.
- Власний житловний будинок на вулиці Севери, 5 (бл. 1932, скульптор Зигмунт Курчинський).
- Школа у Фельштині (нині село Скелівка).
- Проєкт і керівництво будовою колонії «Kresowe domy», що складалася з 27 житлових будинків на Филипівці та Квятківці у Львові.
- Костел у Пороховій Бучацького району (1925—1929)[11].

Реконструкція
- Перебудова Архієпископського палацу в смт Оброшине (1922).
- Реконструкція костелу в селі Чорнушовичі (1922, співавтор Вітольд Блада)[12].
- Перебудова у стилі пізнього модерну Масарівської (1920) та Мазанчівської (1923) кам'яниць на площі Ринок у Львові. Автор скульптурного декору обидвох будинків — Зигмунт Курчинський.
- Перебудова у стилі ар деко Михайлівського костелу в селі Стара Сіль Старосамбірського району (1928). Виконано також стінопис за проєктом Броніслава Віктора. Скульптури Ю. Міколайського.
- Перебудова у стилі ар деко фасаду костелу святого Миколая у Львові (1924, скульптор Юзеф Стажинський).
- Перебудова у стилі ар деко склепу родини Ґлатті на Личаківському цвинтарі (1925, 1926, спільно з Петром Тарнавецьким).
- Реконструкція костелу Святої Трійці в Олеську (1927).
- Перебудова вежі костелу святої Анни у Львові (1927).
- Реконструкція у стилі ар деко фасадів будинків № 5 і 9 на вулиці Галицькій у Львові (1927).
- Реконструкція костелу у Вижнянах (1929—1931).
- Перебудова костелу в місті Городку Львівської області (1939—1944).
- Перебудова костелу в місті Кольбушова.
- Необарокова невелика вежа на сигнатурці костелу Святої Трійці у Підгайцях[13] (бл. 1927[14]).

Нереалізовані проєкти
- Конкурсний проєкт костелу в Руднику-над-Сяном, друга нагорода (1923).[15]
- Конкурсний проєкт санаторію Каси хворих у Львові, перша нагорода (1927).
- Конкурсний проєкт бібліотеки Львівської політехніки, одна з двох других нагород (1928, співавтор Тадеуш Янковський)[16].
- Проєкт павільйону Львова для Загальної крайової виставки в Познані 1929 року. Друга нагорода на відбірковому конкурсі 1928 року. Співавтор Тадеуш Янковський[17].
- Проєкт будинку для офіцерів у Львові між нинішніми вулицями Руставелі і Франка. Конкурс Фонду військового квартирування 1928 року[18].
- Конкурсні проєкти типових житлових будинків у Львові, третя нагорода.

Скульптура, живопис, графіка
- Броніслав Віктор — автор та співавтор ряду надгробків на Личаківському цвинтарі та пам'ятників. Це зокрема нереалізовані проєкти пам'ятників орлятам у Львові та Стефанові Бастиру на скнилівському летовищі (1920, співавтор Зигмунт Гарлянд).[19] Надгробки Вільгельму Константину Станеку (1920, скульптор Зигмунт Курчинський), надгробок Ольги Шмелькес (бл. 1921, скульптори Петро Війтович та Броніслав Солтис), Станіслава Соколовського (1932, скульптурна майстерня Т. Івановича), Г. Мюльднерові (1934, скульптор Г. Міколайський).
- Пам'ятна таблиця Ромуальдові Траугутту у стіні дзвіниці костелу монастиря бернардинців у Львові (1924).
- 30 творів живопису (олія, акварель).
- 30 графічних робіт у техніках лінориту, деревориту, гравюри на металі у техніці «суха голка», аквафорта, акватинта.
- Ряд фотографій. Експонувались на щорічних салонах у Львові, здобули ряд нагород. Деякі з них опубліковано, зокрема в альбомі «Гуцульщина».

Жовківська ратуша
Костел у Вовкові, проєкт 1924 року.
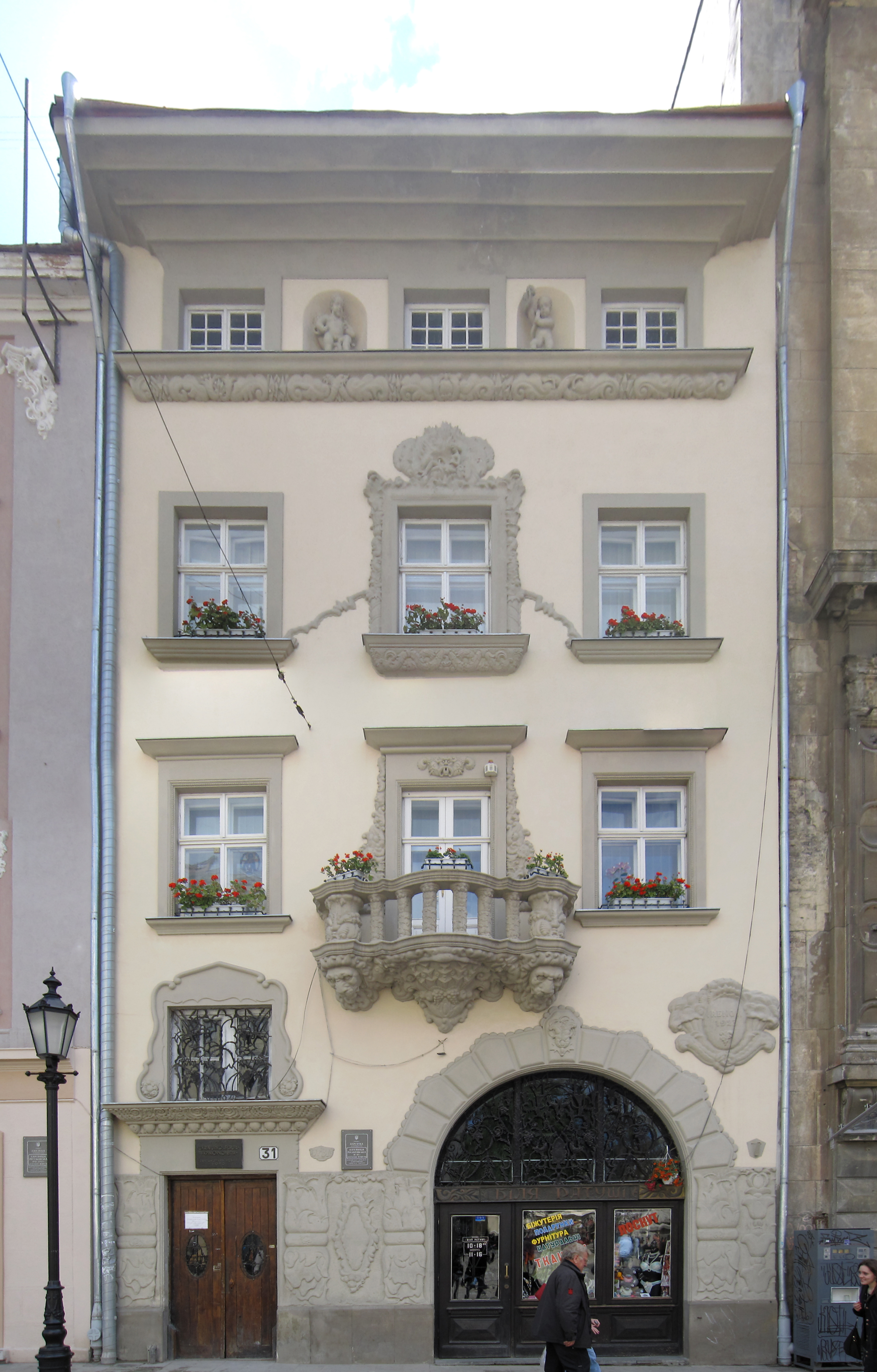
Кам'яниця мазанчівська у Львові.
Фрагмент фасаду палацу в Оброшині.